# DJK-Sportverband
Der DJK-Sportverband (DJK) ist der katholische Sportverband in Deutschland mit über 458.000 Mitgliedern in rund 1100 Vereinen. Er ist heute für alle offen, die seine Ziele mittragen.

## Name
Die drei Buchstaben DJK stehen für Deutsche Jugendkraft. Das Wort „Jugendkraft“ ist keine Erfindung der Gründer des DJK-Sportverbandes, es war in der Zeit der Gründung – in der Blütezeit der Jugendbewegung, Ende des 19. Jahrhunderts – ein häufig verwendeter und selbsterklärender Ausdruck der Alltagssprache, der auch in anderen Kulturen, Sprachen und Sportbereichen verwendet wurde (z. B. Italien: Juventus; von lat. iuventus ‚die Jugend‘). Es soll die Summe aller positiven, kraftvollen, kreativen Eigenschaften der Jugendzeit schlechthin bedeuten, ohne dass diese damit auf den Lebensabschnitt Jugend begrenzt wären.

## Geschichte
Nachdem im 19. Jahrhundert schon die bürgerlichen Turn- und Sportvereine und die Arbeitersportvereine entstanden waren, wurde der DJK-Sportverband 1920 in Würzburg unter Federführung von Prälat Carl Mosterts gegründet. Während der nationalsozialistischen Herrschaft wurden 1933 die ersten Ortsvereine der DJK aufgelöst. Der Reichsführer der DJK, Adalbert Probst, wurde am 1. Juli 1934 von der Gestapo im Zuge des sogenannten „Röhm-Putschs“ verhaftet und am 2. Juli erschossen. Unmittelbar danach wurden zahlreiche örtliche DJK-Vereine verboten, oft auf Betreiben der Hitlerjugend, die in der DJK eine Konkurrenz sah. 1935 wurde die DJK im Rahmen der Gleichschaltung der Sportorganisationen, ebenso wie alle anderen konfessionellen Sportorganisationen, auch reichsweit verboten.
Die Wiedergründung des DJK-Sportverbandes als Dachverband des katholischen Sports erfolgte 1947 unter dem Namen „Verband für Sportpflege in katholischer Gemeinschaft“. Über die Frage, ob die DJK wie vor dem Krieg aber als rein katholischer Verband mit einem eigenen Spielbetrieb („DJK Zentralverband“) oder als in den weltanschaulich neutralen DSB integrierte Organisation („DJK-Hauptverband“) verstanden werden sollte, gab es einen heftigen Richtungsstreit. Erst 1961 schlossen sich die bis dahin getrennten DJK-Verbände im Mannessport zusammen.
1947 betrieb Prälat Ludwig Wolker die Einigung der oftmals gegeneinander agierenden Sportverbände und trug so maßgeblich zur Gründung des Deutschen Sportbundes im Jahr 1950 bei.
1970 vereinigten sich die bis dahin getrennten katholischen Verbände im Mannes- und Frauensport. Heute sieht sich der DJK-Sportverband als Mittler zwischen Kirche und Sport, orientiert an christlichen Grundsätzen.

## Organisation
Der Sitz des Verbandes ist in Langenfeld (Rheinland). Er ist – wie auch der jüdische Sportverband Makkabi Deutschland – Mitglied im Deutschen Olympischen Sportbund (Mitglied mit besonderen Aufgaben), in der Fédération Internationale Catholique d’Education Physique et Sportive (Internationale Organisation der katholischen Sportverbände – FICEP) und dem Fédération Internationale Sportive de l’Enseignement Catholique (Internationale Dachverband des katholischen Schulsports – FISEC). Die DJK-Sportjugend ist die eigenständige Jugendorganisation des DJK-Sportverbandes. Sie ist Mitglied in der Deutschen Sportjugend und mit dem Bund der Deutschen Katholischen Jugend (BDKJ) assoziiert.
Der Verband ist in zwölf Landesverbände und siebenundzwanzig Diözesanverbände mit bundesweit etwa 1.100 Vereinen organisiert und zählt zurzeit etwa 500.000 Mitglieder, wovon fast die Hälfte Jugendliche und junge Erwachsene sind (Stand Dezember 2014). Etwa 60 % der Mitglieder sind männlich, 40 % weiblich. Die einzelnen Mitgliedsvereine gehören außerdem den Landessportbünden und den jeweiligen Fachverbänden für ihre Sportarten an. Der DJK-Sportverband verleiht alle zwei Jahre den DJK-Ethik-Preis des Sports. Präsident ist seit Juni 2023 Michael Leyendecker. Ehrenpräsidenten sind Volker Monnerjahn, Wolfgang Reifenberg und Elsbeth Beha.

### DJK-Landesverbände
- Baden-Württemberg
- Bayern
- Berlin
- Brandenburg
- Hessen
- Niedersachsen
- Nordrhein-Westfalen
- Rheinland-Pfalz
- Saarland
- Sachsen
- Sachsen-Anhalt
- Thüringen

### DJK-Diözesanverbände
- Aachen
- Augsburg
- Bamberg
- Berlin
- Dresden–Meißen
- Eichstätt
- Erfurt
- Essen
- Freiburg
- Fulda
- Görlitz
- Hamburg
- Hildesheim
- Köln
- Limburg
- Magdeburg
- Mainz
- München und Freising
- Münster
- Osnabrück
- Paderborn
- Passau
- Regensburg
- Rottenburg-Stuttgart
- Speyer
- Trier
- Würzburg

## Vorteile der Mitgliedschaft
Der DJK-Sportverband bildet Übungsleiter und Vereinsmanager aus. Die Teilnahme an den DJK-Bundesmeisterschaften in ausgeschriebenen Sportarten, die Teilnahme am DJK-Bundessportfest und den DJK-Bundeswinterspielen ist bei Qualifikation möglich. Viele DJK-Diözesanverbände geben einen Zuschuss für die Teilnehmer. Mitglieder haben Möglichkeiten in einen der Bundesauswahlmannschaften des DJK-Sportverbandes berufen zu werden, an Lehrgängen, nationalen und internationalen Wettbewerben teilzunehmen, z. B. der katholischen Europameisterschaft oder der Weltmeisterschaft der katholischen Schulsportgruppen. Der DJK-Sportverband vergibt außerdem Zuschüsse zum Leistungssport an DJK-Vereine. Der DJK-Inklusionstaler wird alle zwei Jahre durch den DJK-Sportverband verliehen. Er ist mit einem Preisgeld von 1.000 Euro verbunden. Der DJK-Sportverband ist zudem Mitglied in der DOSB-Führungsakademie und Mitglied beim Deutschen Sportausweis. Die DJK-Sportjugend ist Mitglied bei „Kinder stark machen“ und vergibt das Siegel „DJK For Youth“ für herausragende Jugendarbeit.

## Kritik
Es kam bereits mehrfach zu Austritten von Vereinen aus dem DJK-Sportverband. Als Gründe wurden relativ hohe Beiträge an den DJK-Sportverband bei wenig Gegenleistung genannt.

## Vereinsliste
Die unten stehende Vereinsliste gibt nur einen Auszug aller rund 1.100 Vereine wieder.
- DJK Augsburg-Hochzoll
- DJK Sportfreunde Datteln
- DJK-SSG Darmstadt
- DJK Fortuna Dilkrath
- DJK Saxonia Dortmund
- DJK TuSA 06 Düsseldorf
- DJK TuS Essen-Holsterhausen
- DJK Frankenberg Aachen
- DJK Gütersloh
- DJK Germania Holthausen
- DJK Karbach
- DJK Konstanz
- DJK St. Michael Marpingen
- DJK Sportbund München-Ost
- DJK Falke Nürnberg
- DJK Offenburg
- DJK Rimpar
- DJK Schwäbisch Gmünd
- DJK Sokol Ralbitz/Horka
- DJK Sportbund Stuttgart
- DJK/MJC Trier
- DJK Schwarz-Weiß Wiesbaden
- DJK Würzburg

## Meisterschaften
Die DJK-Vereine sind heute in den Spielbetrieb der Landes- und Fachsportbünde integriert.
In den Anfangsjahren des Fußballsports in Deutschland trug die DJK in unregelmäßigen Abständen eigene Meisterschaften aus, die von folgenden Mannschaften gewonnen wurde:
- 1921: DJK Katernberg gegen DJK Ludwigshafen 3:2 n. V. Aufstellung Essens: Peters – E. Szafran, J. Szafran – Waschilewski, Wolf, Send – H. Recher, Kurt, Send, Schmitz, L. Recher
- 1924: DJK Katernberg gegen DJK Sparta Bürgel 4:2 (Frankfurt am Main, 23. August), Schiedsrichter Verteegen (Niederlande)
- 1927: DJK Sparta Nürnberg gegen DJK TuS 08 Homberg-Hochheide 6:1 (40.000 Zuschauer in Köln, 6. Juli), Schiedsrichter Verteegen (Niederlande)
- 1932: DJK Sparta Nürnberg gegen DJK Adler Frintrop 5:2 (35.000 Zuschauer in Dortmund, 23. Juli)

Meister im Feldhandball wurden:
- 1921: DJK Frankfurt-Sachsenhausen
- 1924: DJK Frankfurt-Sachsenhausen
- 1927: DJK Bergfried Graefrath
- 1932: DJK Mülheim-Styrum

Außerdem gab es eine eigene Fußballnationalmannschaft, die mehrere Länderspiele gegen die Auswahl der Niederlande austrug.

## DJK-Reichstreffen
1. 1921 Düsseldorf
2. 1927 Köln
3. 1932 Dortmund

## Bundessportfeste
1. 1950 Koblenz
2. 1953 Schweinfurt
3. 1957 Paderborn
4. 1961 Nürnberg
5. 1965 Düsseldorf
6. 1969 Augsburg
7. 1973 Münster
8. 1977 Mainz
9. 1981 Mönchengladbach
10. 1985 Ingolstadt
11. 1989 Dortmund
12. 1993 Bamberg
13. 1997 Düsseldorf „Sport und mehr …“
14. 2001 Koblenz „Begegnung braucht Bewegung“
15. 2005 Münster „Sport bewegt Menschen“
16. 2010 Krefeld „Feuer und Flamme“
17. 2014 Mainz „GeMAINZam beGEISTern“ vom 6. bis 9. Juni 2014
18. 2018 Meppen „Spiele unter Freunden“ vom 18. bis 21. Mai 2018[8]
19. 2022 Schwabach „Inspiration, Sport und BeGEISTerung“ vom 3. bis 6. Juni 2022